# 卡尔海因茨·施托克豪森
卡尔海因茨·施托克豪森（德語：Karlheinz Stockhausen，德語發音：[kaʁlˈhaɪnts ˈʃtɔkhaʊzn̩] ⓘ；1928年8月22日－2007年12月5日），德国作曲家，被广泛认为是20世纪和21世纪初最重要但也最具争议的作曲家之一。他因在電子音樂方面的开创性工作、将受控的偶然性引入到序列主义音乐创作中以及音乐的空间化而闻名。
他在科隆音乐学院和科隆大学接受教育，后来在巴黎跟随奥利维埃·梅西安学习，在波恩大学师从维尔纳·迈尔-埃普勒尔。作为达姆施塔特乐派的领军人物，他的作品和理论对古典音乐、爵士乐和流行音乐都有广泛的影响，至今仍如此。他的作曲生涯长达60年，其中的作品完全摒弃传统曲式。除了现场表演或预先录制的电子音乐，他的作品涵盖了八音盒小品、独奏器乐、藝術歌曲、室内乐、合唱和管弦乐等众多体裁，还有七部长篇歌剧。他的理论和其他著作有十卷之多。他的作品、唱片以及由他的出版公司制作的乐谱获得了许多奖项和荣誉。
他著名的作品包括十九部《钢琴曲》、为10件乐器而作的《反-点》、电子/具象音乐《青年之歌》、为三支管弦乐团而作的《群》、打击乐独奏《循环》、《接触》、清唱套曲《瞬间》、现场电子音乐《麦克风》、《颂歌》、为6名声乐而作的《调》、《来自七天》、为两架钢琴和电子装置而作的《曼怛罗》、《黄道》和为独奏家和管弦乐团而作的《祈祷》以及庞大的歌剧系列《光》。
2007年12月5日，他在德国屈尔滕的家中因突发心脏衰竭去世，享年79岁。

## 生平

### 童年
施托克豪森出生在默德拉特堡（德語：Burg Mödrath），即默德拉特村的“城堡”。这片位于科隆地区凯尔彭附近的村庄在1956年被拆除，为褐煤露天开采让路，但城堡本身仍然存在。虽然它叫“城堡”，实际上不如说是庄园。1830年，当地名叫阿伦德（Arend）的商人建造了这座庄园，当地人便称其为默德拉特堡。从1925年到1932年，它是贝格海姆区的产院，战后它曾是战争难民的庇护所。1950年，其业主馬爾他騎士團杜塞尔多夫分会将其改建为孤儿院，但随后又归私人所有，再次成为私人住宅。2017年，某匿名赞助人购买了这所房子，并在2017年4月将其作为现代艺术的展览空间开放，一楼作为西德广播公司电子音乐工作室博物馆的永久馆址，施托克豪森从1953年开始在这所工作室作曲，直到2000年西德广播将其关闭。
他的父亲西蒙·施托克豪森（Simon）是教师，母亲格特鲁德（Getrud，原姓施图普，Stupp）是科隆低地诺伊拉特一个富裕的农民家庭的女儿。两人的女儿卡特琳娜（Katherina）随后在1929年出生，第二个儿子赫尔曼-约瑟夫（家里昵称“小赫尔曼”）在1932年出生。格特鲁德会弹钢琴、自弹自唱，但在多年内经历三次怀孕后精神崩溃，并于1932年12月被送进医院，几个月后，她的小儿子赫尔曼也去世了。

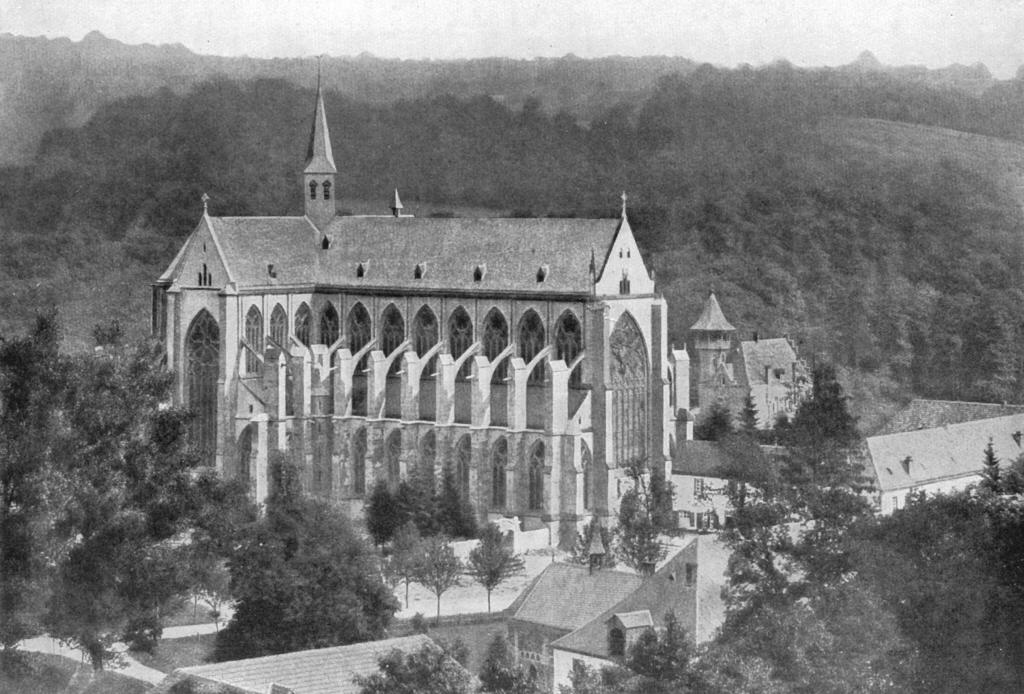
约1925年的阿尔滕贝格大教堂，施托克豪森最早的音乐课便是在这里上的

从7岁起，施托克豪森住在阿尔滕贝格，师从阿尔滕贝格教堂的新教风琴师弗朗茨·约瑟夫·克洛特（Franz-Josef Kloth），在他那里上了第一堂钢琴课。1938年，他的父亲再婚。他的新妻子卢齐亚（Luzia）曾是家里的管家。这对夫妇有两个女儿。1942年1月，由于施托克豪森与继母的关系不融洽，他成为克桑滕师范学院的一名寄宿生，在那里他继续接受钢琴训练，同时也学习双簧管和小提琴。1941年，他得知他的母亲去世，表面上是死于白血病，尽管据称同一家医院的每个人都是死于同一种疾病。普遍认为，她是在纳粹的T-4行动中被作为“无用的饭桶”（德語：unnütze Esser）处决。家人收到的官方信件谎称她于1941年6月16日死亡，但蒙塔鲍尔的州立音乐学院的学生莉萨·奎尔内斯（Lisa Quernes）2014年的研究确定，她实际上是于1941年5月27日与其他89人一起在黑森-拿骚的哈达玛安乐死中心被毒死。施托克豪森后来在歌剧《光之星期四》的第一幕第二场（《月夏娃》）中，将他母亲在医院里被注射死刑的过程戏剧化。
1944年底，施托克豪森被征召到贝德堡做担架搬运工。1945年2月，他在阿尔滕贝格最后一次见到他的父亲。正在前线休假的西蒙告诉儿子：“我不回来了。照顾好事情。”他的父亲在行动中失踪，战争结束后仍下落不明。一位战友后来向卡尔海因茨报告说，他看到他的父亲在战斗中受伤。时隔55年，一位为《衛報》撰稿的记者称，西蒙·施托克豪森于1945年在匈牙利被杀。

### 教育
1947年至1951年，施托克豪森在科隆音乐学院学习音乐教育学和钢琴，在科隆大学学习音乐学、哲学和日耳曼學。他接受过和声和对位法的训练，后者是在赫尔曼·施罗德的指导下学习的，但他到1950年才对作曲产生真正的兴趣。那年年底，他被瑞士作曲家弗朗克·马丁的作曲班录取，马丁刚刚开始在科隆的七年教职任期。1951年，在达姆施塔特夏校，施托克豪森遇到比利时作曲家卡雷尔·戈伊瓦茨，他刚刚在巴黎完成与奥利维埃·梅西安（音乐分析）和达律斯·米约（作曲）的学习，施托克豪森决定效仿他，前往巴黎。他于1952年1月8日抵达巴黎，开始参加梅西安的美学和分析课程，以及米约的作曲课程。他在梅西安那里继续学习了一年，但他对米约感到失望，几周后便放弃了他的课程。1953年3月，他离开巴黎，在科隆新成立的西北德广播公司（简称NWDR；1955年1月1日起改名为西德廣播公司，简称WDR）的电子音乐工作室担任赫伯特·艾默特的助理。后来在1963年，他接替艾默特成为工作室的主任。1954年至1956年，他在波恩大学师从维尔纳·迈尔-埃普勒尔学习语音学、声学和信息论。1955年至1962年，施托克豪森与艾默特一起编撰《序列》杂志。

### 职业生涯和成年生活

#### 家庭

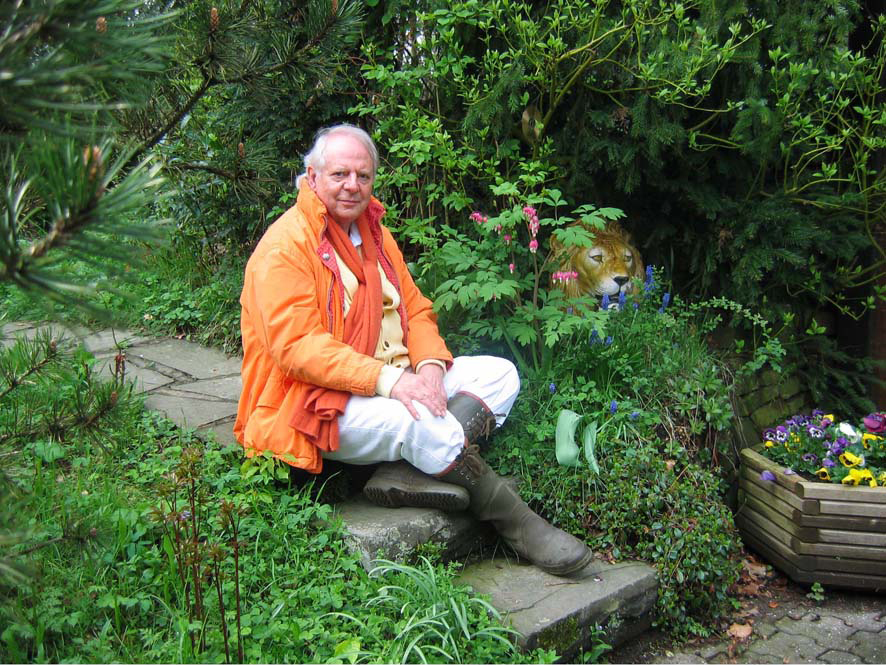
施托克豪森在他位于屈尔滕的家的花园里，2005年

1951年12月29日，施托克豪森在汉堡与多丽丝·安德烈埃结婚。他们有四个孩子：苏娅（Suja，生于1953年）、克里斯特尔（Christel，生于1956年）、马库斯（生于1957年）和马耶拉（Majella，生于1961年）。他们于1965年离婚。1967年4月3日，他在旧金山与玛丽·鲍尔迈斯特结婚，与她有两个孩子：尤莉卡（Julika，生于1966年1月22日）和西蒙（Simon，生于1967年）。他们于1972年离婚。
施托克豪森的四个孩子成为了职业音乐家，他的一些作品专门为他们创作。大量的小号作品都是为他的儿子马库斯创作并由他首演的，如《天狼星》（1975–77年）和《在友谊中》（1997年）的小号版。马库斯在4岁时就在《原》的科隆首演中扮演孩童一角，与他的姐姐克里斯特尔交替演出。《钢琴曲XII》和《钢琴曲XIII》（以及它们作为歌剧《光之星期四》和《光之星期六》场景的版本）是为他的女儿马耶拉写的，并由她分别在16岁和20岁时首演。《光之星期四》第二幕中的萨克斯二重奏，以及《光》中其他的一些合成器部分，包括《光之星期二》中的《钢琴曲XV》（Synthi-Fou），是为他的儿子西蒙创作，他还协助父亲制作了《光之星期五》的电子音乐。克里斯特尔是一名长笛演奏家，她在1977年演出并开设《黄道》的演绎课程，后来以文章的形式发表。
1961年，施托克豪森在科隆东部的村庄屈尔滕附近买了一块地，靠近贝吉施格拉德巴赫的贝吉舍斯兰。他在那里建了一栋房子，由建筑师埃里希·施奈德-韦斯林按照他的要求设计，自1965年秋天完工后起他就住在那里。

#### 教学

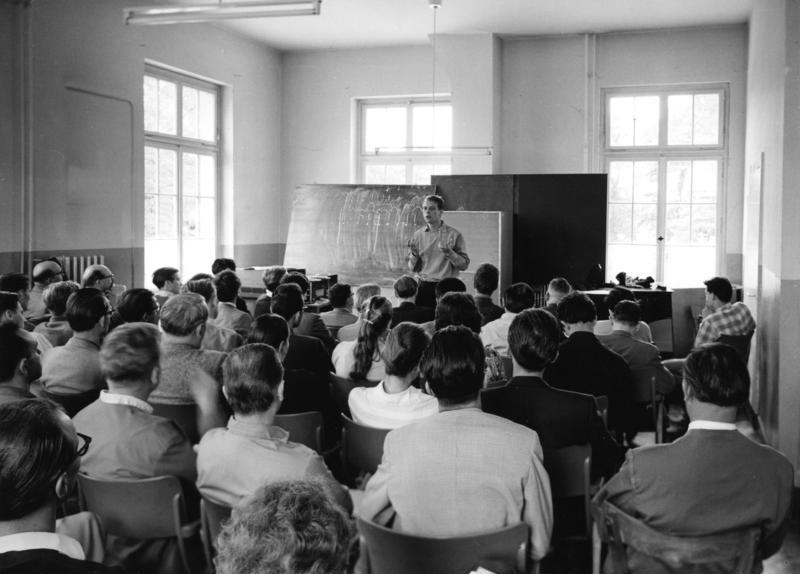
施托克豪森在第12届达姆施塔特夏校上演讲，1957年

1953年首次在达姆施塔特的国际新音乐夏校讲课后，施托克豪森在欧洲、北美和亚洲各地举办讲座和音乐会。1965年他在宾夕法尼亚大学担任作曲客座教授，1966–67年在加利福尼亞大學戴維斯分校担任作曲客座教授。1963年至1968年，他创立并指导科隆新音乐课程，1971年被任命为科隆音乐学院的作曲教授，在那里他一直教学到1977年。1998年，他创办施托克豪森课程（英語：Stockhausen Courses），每年在屈尔滕举行。

#### 出版活动
从1950年代中期开始，施托克豪森为他的出版商環球出版设计自己的乐谱，有时他也自己安排印刷，这些乐谱经常涉及非常规的装置。例如，他的作品《副歌》的乐谱，包括一个可旋转的（副歌）的透明塑料条。70年代初，他结束与环球出版的协议，开始在施托克豪森出版社（德語：Stockhausen-Verlag）出版自己的乐谱。这种安排使他能够扩大他的记谱创新（例如，《光之星期三》的第一幕“世界议会”（德語：Weltparlament）中的音乐动态是用颜色编码的），并在1992年（凭借《路西法之舞》）和2005年（凭借《光之星期日》中的《高-时》）之间获得了八个德国音乐出版商协会奖。2007年，在施托克豪森去世前出版的《瞬间》乐谱第九次获得这一奖项。
1990年代初，施托克豪森重新获得自己大部分音乐录音的授权，并成立了自己的唱片公司，使这些音乐可以永久储存在CD上。

### 逝世

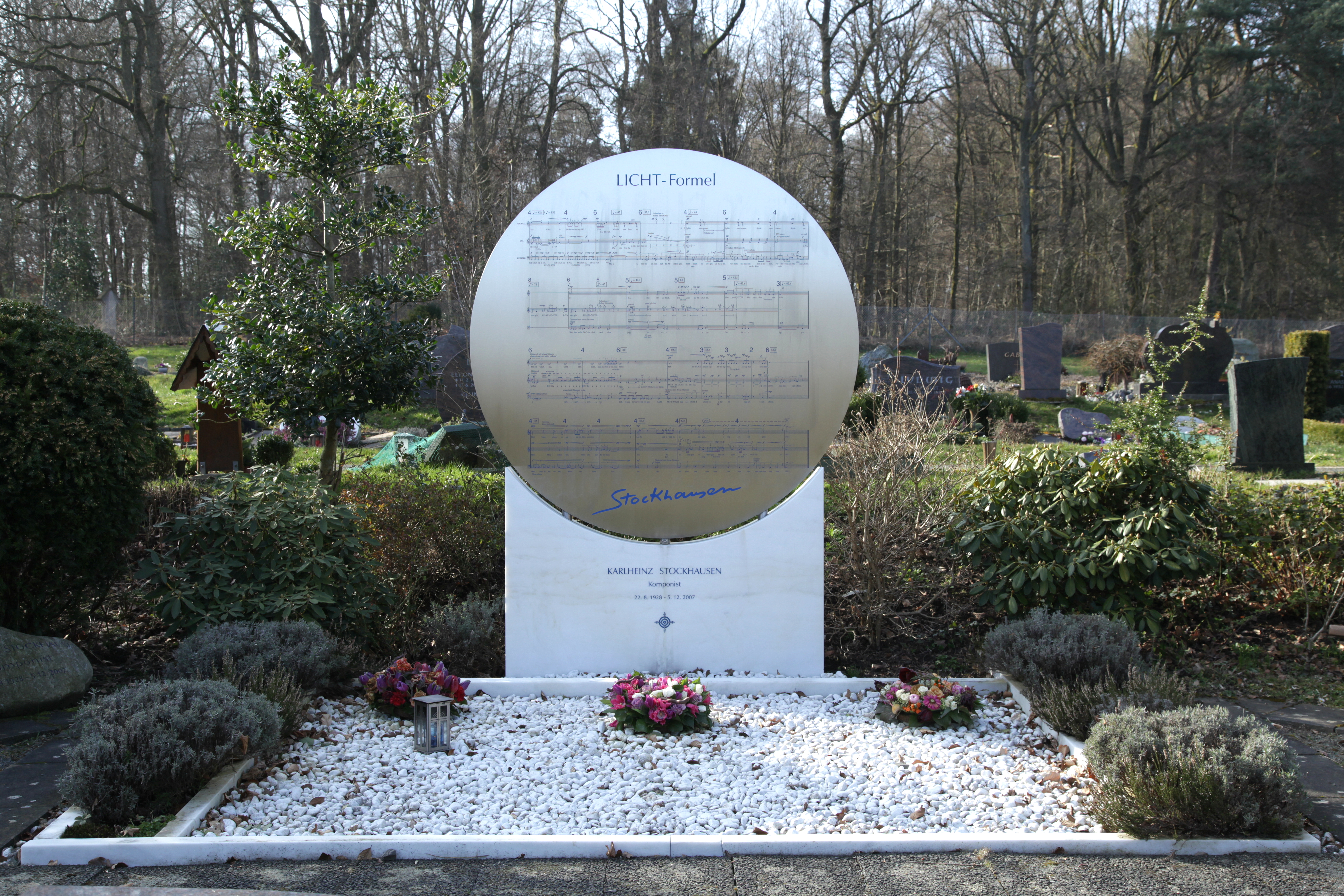
施托克豪森之墓，位于屈尔滕的林地公墓

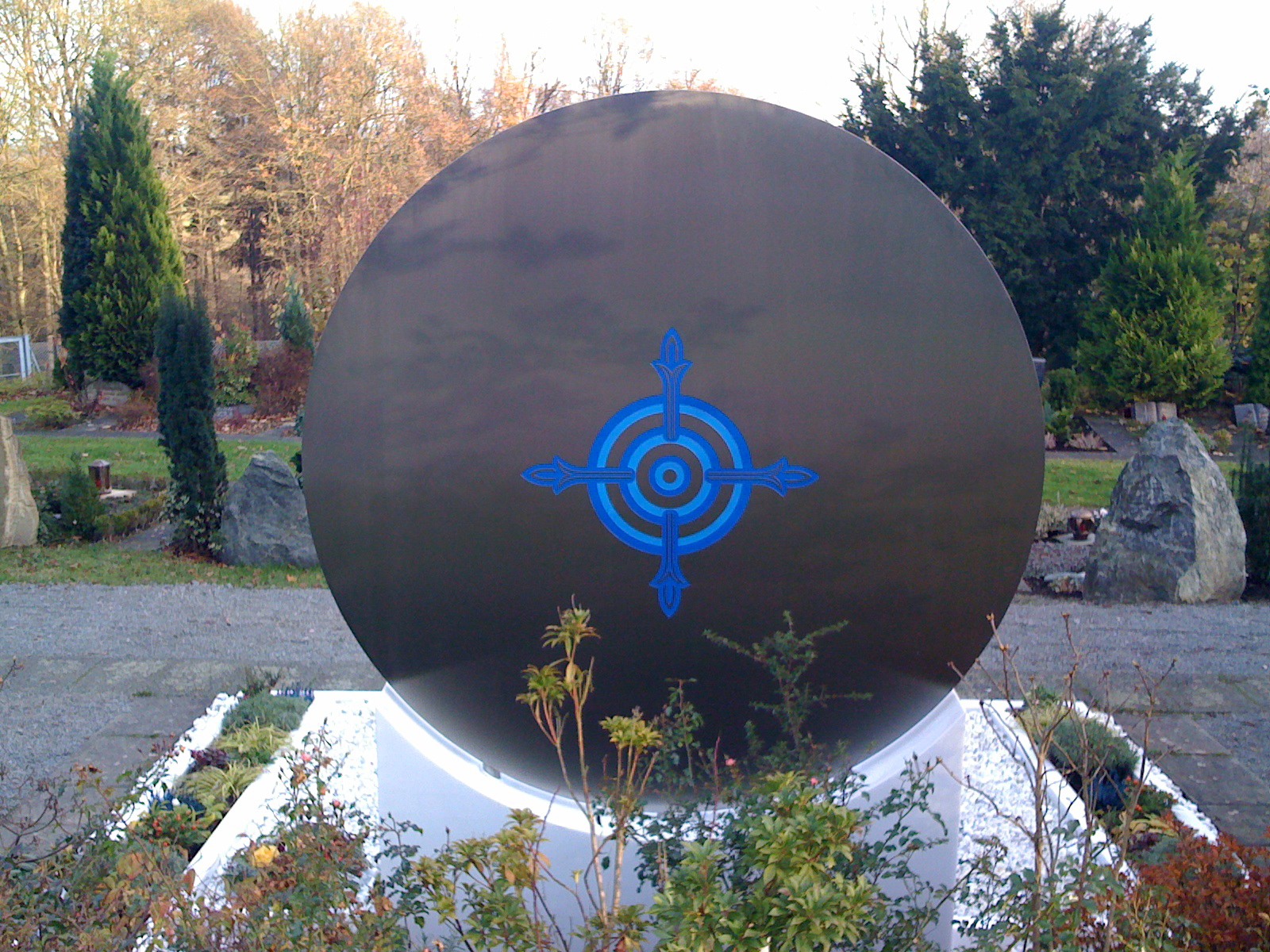
墓碑（背面）

施托克豪森于2007年12月5日上午在北莱茵-威斯特法伦州的屈尔滕因突发性心脏衰竭去世，享年79岁。前一天晚上，他刚刚完成委托给博洛尼亚莫扎特乐团演奏的作品。

## 作品
施托克豪森写了370部单独的作品。他经常从音乐传统中彻底脱离出来，作品受到奥利维埃·梅西安、埃德加·瓦雷兹和安东·韦伯恩的影响，也受到电影和画家，如皮特·蒙德里安和保羅·克利的影响。

### 1950年代
施托克豪森在音乐学院的第三年才开始认真创作。他早期的学生作品一直没有进入公众视野，直到1971年，他出版了《为多丽丝而作的合唱曲》、为女中音和室内乐团而作的《三首歌》、为无伴奏合唱团而作的《合唱》（三部作品全部作于1950年），以及为小提琴和钢琴而作的《小奏鸣曲》（1951年）。
1951年8月，就在他第一次访问达姆施塔特之后，施托克豪森开始使用一种非勋伯格十二音技法的无主题序列主义作曲法。他将许多这些最早的作品（连同当时其他使用类似思路的作曲家的音乐）定性为“定时音乐”（通常被误译为“点式音乐”），尽管有评论家在分析部分这些早期作品后认为，施托克豪森“从未真正地用定时方法创作”。这个阶段的作品包括《交叉游戏》（1951年）、《钢琴曲I-IV》（1952年；《钢琴曲IV》被施托克豪森特别作为“定时音乐”的例子），以及《点》和《反-点》的第一版（1952年；未出版）。然而，这几年的作品显示，施托克豪森的确做出了他“对作曲理论和实践第一次真正突破性的贡献”，即“群作曲”（德語：Gruppenkomposition），这一概念在施托克豪森1952年的作品中就可发现，并贯穿他的作曲生涯。施托克豪森在1955年12月的一次广播谈话中首次公开描述这一原则，题目是“群作曲：《钢琴曲I》”。
1952年12月，他创作了《具象练习曲》，在皮埃爾·舍費爾的巴黎具象音乐工作室实现。1953年3月，他搬到科隆的西北德广播公司工作室，并转向電子音樂，创作了两部《电子研究》（德語：Studie，1953年和1954年），之后他在将具象和电子结合的作品《青年之歌》（1955–56年）中引入了声源的空间放置。从《研究》中获得的经验表明，将音色视为稳定的实体是一种不可接受的过度简化。从1955年开始，施托克豪森通过与迈尔-埃普勒尔的研究，形成新的“统计学”作曲标准，将注意力集中在声音运动的偶然性和方向性上，“从一个状态到另一个状态的变化，来回运动，而不是固定状态”。施托克豪森后来在描述这一时期的工作时写道：“第一次革命发生在1952/53年，以具象音乐、电子磁带音乐和空间音乐为形式，将变压器、发电机、调制器、磁带录音机等纳入音乐创作中；整合所有具象和抽象（合成）的声音可能性（也包括所有噪音），以及控制声音在空间的投射。”《青年之歌》和三部同时创作的不同媒介的作品：木管五重奏《时间测度》、为三支管弦乐团而作的《群》以及《钢琴曲XI》，确立了他在“同代德国作曲家中佼佼者”的地位。施托克豪森著名的理论文章《…时光飞逝…》（德語：... wie die Zeit vergeht ...）阐述了后三部作品的创作原则，首次发表于1957年的《序列》第三卷。
他对电子音乐及其声音完全固定性的研究，使他开始探索器乐和声乐的模式，其中表演者的个人能力和特定表演的环境（如大厅的音响效果）决定作品的某些方面。他把这称为“可变形式”。反过来，有时一部作品可以从多个不同的角度呈现。比如在《循环》（1959年）中，他开始在器乐作品中使用圖像記譜。谱子是这样写的：演奏可以从任何一页开始，可以上下倒着读，也可以从右到左演奏，由演奏者自己选择。还有一些作品允许通过不同的途径来组成其部分。施托克豪森把这两种可能性都称为“多价形式”（英語：polyvalent form），它可以是开放的形式（作品基本上是不完整的，最后呈现的形式在谱面框架之外），如《钢琴曲XI》（1956年），或封闭的形式（完整、自洽），如《瞬间》。
在他的许多作品中，各种元素同时和连续地相互作用：在《反-点》（1952–53年；修订版中编为作品号1）中，从最初的孤立音符的“点”织体走向华丽的装饰性结尾的过程，被从多样性（六种音色、动态和时值）走向统一性（钢琴独奏的音色、几乎恒定的柔和动态和相当均匀的时值）的趋势所对抗。在《群》（1955–57年）中，管乐齐鸣和不同速度的段落（基于泛音列的叠加时值）时不时在三支大型管弦乐团之间甩动，给人以空间运动的听感。
在他的为电子声音而作的《接触》（1958–60年；可选择钢琴和打击乐器演奏）中，他首次实现了音高、时值、动态和音色这四个参数的同构化。

### 1960年代
1960年，施托克豪森回到声乐创作领域（自《青年之歌》之后的第一次），为四支管弦乐团和四支合唱团创作《方》。两年后，他开始为女高音独唱、四支合唱团和13名器乐演奏者创作一部名为《瞬间》的清唱套曲（1962–64/69年）。1963年，施托克豪森创作《加减》，副标题为“待实现的2×7页”，包含基本的音符材料和一个复杂的转换系统，材料通过该系统可以产生无限不同的作品。在1960年代余下的时间里，他继续在现场表演的作品中探索“过程作曲”的可能性，如《过程》（1967年）、《短波》和《螺旋》（均为1968年），最终在《来自七天》（1968年）和《未来时间》（1968–70年）等语言描述的“直觉音乐”中达到这种创作的顶峰。他后来的一些作品，如《伊伦》（1972年）和《秋音》（1974年）的前三部分，也属于这一范畴。这些过程式作品中有几部在70年世博会的全天节目中出现过，施托克豪森又为之创作了两首类似的作品：为两名演奏家而作的《极》和为三名演奏家而作的《博览》。在其他作品中，如为管弦乐队而作的《停止》（1965年）、管乐五重奏《告别》（1966年），以及1968–69年为纪念环球出版的阿尔弗雷德·卡尔穆斯而创作的《K博士六重奏》，他为演奏者提供了更为有限的即兴创作可能。
他在为管弦乐团和电子装置而作的《混合》（1964/67/2003年）；为锣、两个麦克风、两台带電位器的濾波器（6名演奏者）而作的《麦克风I》（1964年）；为合唱团、哈蒙德风琴和四台环形调制器而作的《麦克风II》（1965年）以及为一种带反馈的旋律乐器而作的《独奏》（1966年）中开创了现场电子装置技术。即兴创作在所有这些作品中也发挥作用，尤其是在《独奏》中。他还为磁带创作了两部电子作品：《电音》（1966年）和由四个“区域”组成的《颂歌》（1966–67年）。《颂歌》还有一个部分即兴独奏的版本，以及管弦版的第三区域。在这个时候，施托克豪森也开始将世界各地的音乐传统纳入他的作品。《电音》是这种趋势的第一个明显的例子。
1968年，施托克豪森为科隆声乐学院创作声乐六重奏《调》，这是一部完全基于降B泛音的长达一小时的作品。第二年，他为四组管弦乐队创作《壁画》，一部“门厅音乐”（德語：Wandelmusik）。这部作品计划在波恩的贝多芬厅的门厅和地面上演奏约五个小时，在音乐厅举行的一组他的作品音乐会之前、之后和期间。整个项目被命名为《贝多芬厅的音乐》（德語：Musik für die Beethovenhalle）。这与施托克豪森于1967年和1968年在达姆施塔特举办的两个集体作曲研讨会项目类似：《乐队》（德語：Ensemble）和《一间房子的音乐》（德語：Musik für ein Haus）。之后类似的创作项目还有：1971年为五个空间分离的音乐组而作的“公园音乐”《星声》、同年的管弦乐作品《穿越》以及13副同时进行的“独奏和二重奏的音乐场景”《列日字母表》（1972年）。

### 空间音乐和1970年世界博览会

70年世博会德国馆（右方的球型音乐厅未完整显示）

自1950年代中期以来，施托克豪森一直在他的作品中发展空间化的概念，不仅是电子音乐，如5轨的《青年之歌》和《电音》（1966年），以及4轨的《接触》（1958–60年）和《颂歌》（1966–67年）；器乐/声乐作品，如为三支管弦乐团而作的《群》和为四支管弦乐团和四支合唱团而作的《方》也表现出这种特征。在1958年的“空间的音乐”等演讲中，他呼吁建造新型的音乐厅，“以适应空间音乐的要求”。他的想法是：
球形的空间，四周都装有扬声器。在这个球形空间的中间，为听众悬挂一个透声、透光的平台。他们可以听到为这种标准化空间创作的音乐，从四面八方的各个点传来。
 1968年，西德政府邀请施托克豪森与1970年世界博覽會的德国馆合作，并与艺术家奥托·皮纳共同为其创作一个多媒体项目。这个项目的其他合作者包括展馆的建筑师弗里茨·博尔内曼、柏林工业大学电子音乐工作室的主任弗里茨·温克尔（Fritz Winckel）和工程师马克斯·门格林豪森。展馆的主题是“音乐花园”，为此博尔内曼打算将展厅“种植”在宽阔的草坪下，并在地面上“生长”出一个相连的音乐厅。最初，博诺曼将这个音乐厅设计成圓形劇場的形式，有一个中央管弦乐团台和周围的观众空间。1968年夏天，施托克豪森会见博尔内曼，并说服他将这一概念改为球形空间，观众在中心，周围有七个环形的扬声器组，在球体内壁的不同“纬度”上。
尽管施托克豪森和皮纳为多媒体项目《向下-向上》（德語：Hinab-Hinauf）发展了详细的计划，但世界博览会委员会拒绝了他们过于奢侈的概念，而是要求施托克豪森每天展示他的作品五小时。施托克豪森的作品在183天内每天演出五个半小时，总听众人数约为一百万。根据施托克豪森的传记作者米夏埃尔·库尔茨（Michael Kurtz）的说法，“许多游客觉得这个球形音乐厅是整个喧嚣中的一片宁静绿洲，世博会开始不久后，它便成为主要景点。”

### 1970年代

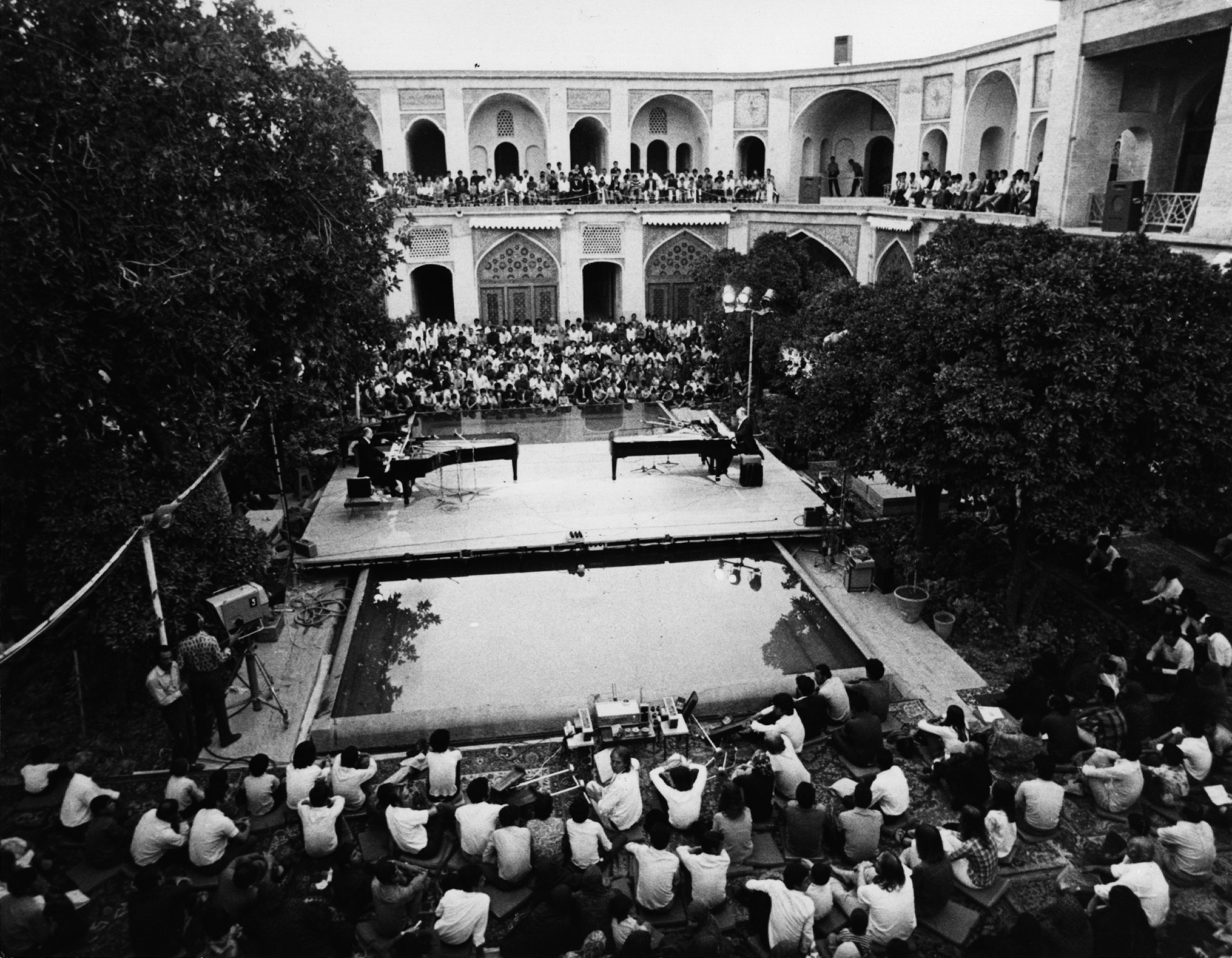
康塔斯基二兄弟阿尔方斯和阿洛伊斯的《曼怛罗_(施托克豪森)》演出，施托克豪森（前排中央）在混音台前。1972年伊朗设拉子艺术节

从为双钢琴和电子装置而作的《曼怛罗》（1970年）开始，施托克豪森转向公式作曲法，这种技术涉及到单一、双重或三重旋律线公式的投射和叠增。有时，如在《曼怛罗》和带默剧表演的大型管弦乐作品《祈祷》中，简单的公式在一开始就作为引子说明。他继续使用这种技巧（例如，在1975年的两部相关的单簧管独奏作品《丑角》和《小丑角》，以及1977年的管弦作品《禧年》），直到2003年完成歌剧《光》。70年代也有一些作品没有采用公式技术，例如声乐二重唱《我行于天空中》（德語：Am Himmel wandre ich，多媒体项目《列日字母表》的13个部分之一，施托克豪森在1972年与英国生物物理学家和声音振动的神秘学研究者吉尔·珀斯的对话中发展了该作品）、戏剧作品《秋音》中的《叶与雨》（德語：Laub und Regen），无伴奏单簧管作品《爱》，以及合唱歌剧《呼吸赋予生命》（1974/77年）——但一样有着其更简单、以旋律为导向的风格。两首这样的作品，《黄道》（1974–75年）和《在友谊中》（一部独奏曲，有着几乎所有管弦乐器的不同版本），已经成为施托克豪森最广泛演奏和录制的作品。
这种剧烈简化的风格为新一代的德国作曲家提供了一种模式，他们或多或少都被贴上新简约主义（德語：neue Einfachheit）的标签。这些作曲家中最著名的是沃尔夫冈·里姆，他于1972–73年期间师从施托克豪森。他的管弦乐作品《子轮廓》（德語：Sub-Kontur，1974–75年）引用了施托克豪森《祈祷》（1973–74年）的公式，他也承认《瞬间》对这部作品的影响。
施托克豪森在这十年中的其他大型作品包括管弦乐《穿越》（1971年）和两部利用《黄道》旋律的作品：为六名打击乐手而作的《肚子里的音乐》（1975年）以及为8轨电子音乐和女高音、男低音、小号和低音单簧管而作的科幻“歌剧”《天狼星》，该作品对应四个季节有四个不同的版本，每个版本持续一个半小时以上。

### 1977年–2003年
1977年至2003年期间，施托克豪森创作了七部歌剧，组合为《光：一周的七天》。《光》涉及不同历史传统中与一周中每天相关的特征（周一：出生、生育，周二：冲突、战争，周三：和解、合作，周四：旅行、学习，等等）以及三个原型人物之间的关系：米迦勒、路西法和夏娃。这三个人物都主导其中一部歌剧（分别是《星期四》、《星期六》和《星期一》），这三种潜在的配对在另外三部歌剧中得到强调，而三者的均匀组合在《星期三》中出现。
施托克豪森的歌剧概念主要基于仪式和典礼，受到日本能剧以及犹太教与基督教和吠陀教传统的影响。1968年，在创作《来自七天》时，施特克豪森阅读了萨特普雷姆关于孟加拉上师斯瑞·阿罗频多的传记，随后他还阅读了阿罗频多本人发表的许多著作。《光》的标题或多或少来自阿罗频多的阿耆尼（印度教和吠陀教的火神）理论，该理论是从两个核物理学的基本前提发展而来的；施托克豪森对公式的定义，特别是他对《光》超级公式的概念，也在很大程度上来自阿罗频多的“超验”范畴。同样，他对声音和文字的处理方法有时也偏离传统用法：《光》的几个部分（如《星期六》的《路西法的梦》（德語：Luzifers Traum）、《星期三》的《世界议会》、《星期日》的《光-水》（德語：Lichter-Wasser）和《高-时》）使用了模拟或自创语言的预置或即兴文本。
这七部歌剧不是按照周一到周日的顺序创作的，而是从“独唱”歌剧开始（除了1977年的《年岁进程》（德語：Jahreslauf），后来成为《星期二》的第一幕），然后向更复杂的歌剧发展，顺序为：《星期四》（1978–80年）、《星期六》（1981–83年）、《星期一》（1984–88年）、《星期二》（1977/87–91年）、《星期五》（1991–94年）、《星期三》（1995–97年），最后是《星期日》（1998–2003年）。
施托克豪森一生都梦想飞行，这反映在1993年完成的《直昇機四重奏》（《光之星期三》的第三幕）中。在该曲中，弦乐四重奏的四名成员分别在四架直升机上表演，这些直升机在音乐厅附近的乡村上空沿着独立的飞行路线飞行。他们演奏的声音与直升机的声音混合在一起，通过扬声器向大厅里的观众播放，视频信号也被传送回音乐厅。表演者通过耳机中播放的节拍音轨同步。该作品的首演于1995年6月26日在阿姆斯特丹举行，作为荷兰艺术节的一部分。尽管其作品性质极为特殊，但已被多次演出，包括2003年8月22日在萨尔茨堡音乐节为七号机棚的揭幕演出，以及2007年6月17日在不伦瑞克的德国首演，作为2007年德国科学城（德語：Stadt der Wissenschaft）节庆的一部分。阿迪蒂弦乐四重奏组也录制过该作品。
1999年，他受瓦尔特·芬克的邀请，成为莱茵高音乐节年度“作曲家肖像”（德語：Komponistenporträt）音乐会演出的第九位作曲家。
1999年，英国广播公司制片人罗德尼·威尔逊（Rodney Wilson）邀请施托克豪森与奎氏兄弟合作，为国际电影声音（英語：Sound on Film International）第四系列拍摄一部影片。虽然施托克豪森的音乐以前曾被用于电影（最著名的是1971年尼古拉斯·罗伊格的《澳洲奇谈》中的《颂歌》），但这是他第一次被要求专门为电影配乐。他改编了《光之星期五》中21分钟的电子音乐素材，将作品命名为《两对》（德語：Zwei Paare）。奎氏兄弟同时创作了他们的动画短片，标题为《缺席》（英語：In Absentia），这部影片完全基于他们对音乐的印象以及施托克豪森一个简单的建议：可以使用窗户这个意象。当施托克豪森在试映会上看到这部影片时，他因影片中疯女人在凄凉的精神病院牢房里写信的场景潸然泪下。奎氏兄弟惊讶地得知，他的母亲曾“被纳粹囚禁在精神病院，后来死在那里......这对我们来说也非常感人，尤其因为我们在制作影片时并不知道这些。”

### 2003年–2007年

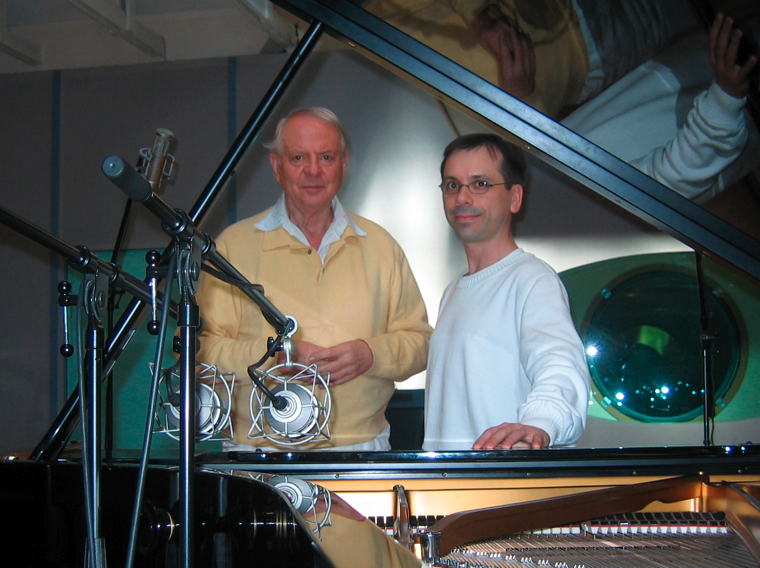
施托克豪森和安东尼奥·佩雷斯·阿韦良（Antonio Pérez Abellán）为《声》的第三小时《自然时值》录音，2007年

在完成《光》之后，施托克豪森开始以一天中的24小时为基础的新一轮创作：《声》。24部作品中有21部在施托克豪森去世前完成。该系列作品的前四部作品是：为管风琴或合成器、女高音和男高音而作的第一小时：《升天》（德語：Himmelfahrt，2004–05年）；为两架竖琴而作的第二小时：《欢乐》（德語：Freude，2005年）；为钢琴而作的第三小时：《自然时值》（德語：Natürliche Dauern，2005–06年）和为打击乐手和小女孩而作的第四小时：《天堂之门》（德語：Himmels-Tür，2005年）。第五小时：《和谐》（德語：Harmonien，2006年）是一部独奏作品，有长笛、低音单簧管和小号三个版本。第六至第十二小时是基于第五个小时的材料的室内乐作品。第十三小时《宇宙脉冲》是一部电子作品，由放置在音乐厅周围的八个扬声器叠加24层声音而成，每层都有独立的空间运动。第14至21小时分别是男低音、男中音、巴塞管、圆号、男高音、女高音、高音萨克斯和长笛的独奏作品，每部都有《宇宙脉冲》中不同的三层电子伴奏。2010年5月8日至9日，这21部已完成的作品在科隆音乐三年节上首次作为全集在176场单独的音乐会上一次性演出完成。

## 理论

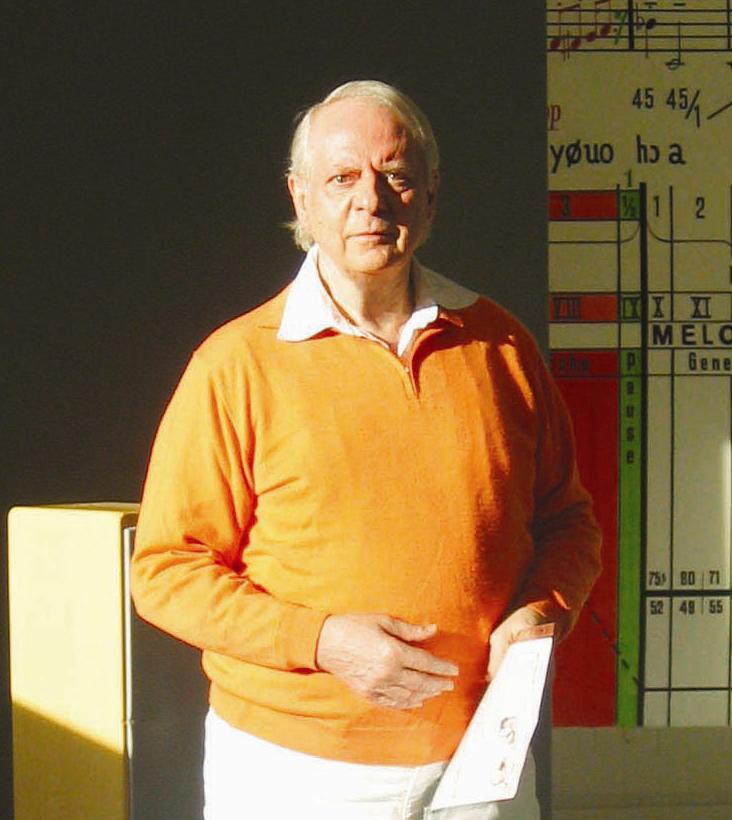
施托克豪森讲《祈祷》，2005年

在1950年代和60年代初，施托克豪森发表了一系列文章，确立了他在音乐理论领域的重要性。尽管这些文章包括对莫扎特、德彪西、巴托克、斯特拉文斯基、戈伊瓦茨、布列兹、诺诺、约翰内斯·弗里奇、米夏埃尔·冯·比尔、尤其韦伯恩的音乐的分析，但与他自己作品直接相关的作曲理论被普遍认为是最重要的。“的确，[施托克豪森的]《文本》（德語：Texte）最能作为战后的综合作曲理论。”他最著名的文章是《...时光飞逝...》，首次发表在《序列》1957年第三卷。在这篇文章中，他说明了他的器乐作品《时间测度》、《群》和《钢琴曲XI》的一些时间概念，且阐释了以下概念：（一）十二种速度组成的“音阶”，类似于半音音階；（二）在基本时值上建立逐渐缩小的、完整的音乐分区的技术，类似于泛音列；（三）部分场（时间场和场大小）的概念在连续和同时的比例上的音乐应用；（四）从一系列比例中投射出大型曲式的方法；（五）“统计”作曲的概念；（六）“行动时值”（英語：action duration）和与之相关的“可变形式”概念以及（七）“无方向的时间场”和与之相关的“多价形式”概念。

这一时期的其他重要文章包括《电子和器乐音乐》（德語：Electronicische und Instrumentale Musik，1958年）、《空间中的音乐》（德語：Musik im Raum，1958年）、《音乐和图形》（德語：Musik und Graphik，1959年）、《瞬间形式》（1960年）、《音乐时间的统一》（德語：Die Einheit der musikalischen Zeit，1961年）以及《发明和发现》（德語：Erfindung und Entdeckung），该文总结了到1961年为止施托克豪森开发的所有概念。 所有这些关于时间的理论表明： 
作曲可以完全被视为“音色”的构建：因为“不同的听觉成分，如音质、和声、旋律、节拍、节奏、动态和曲式，都对应于统一的音乐时间的不同分段范围”，任何作曲行为的总音乐结果都只是更基本的时值的“频谱”，即它的“音色”，该时值泛音结构的整体效果被人耳感知，不仅包括该时值的“节奏”方面，还包括它们的相对“动态”强度、“波封”等。
……
这产生了作曲焦点的变化，即从单个乐音转变到乐音的复合体，这些乐音由它们与基本頻率的关系相互联系——这一变化可能是50年代后期最重要的作曲理论发展，不仅对施托克豪森的音乐，对普遍的“先进”音乐更是如此。
 其中一些观点，从纯粹的理论角度考虑（脱离了特定作品的背景），引来了重大的批评抨击。 因此，施托克豪森有几年停止发表此类文章，因为他觉得这些文本导致了“许多无用的论战”，他更愿意把注意力集中在作曲上。
在整个60年代，尽管他公开授课并演讲，但很少发表分析或理论文章。1970年施托克豪森才再次开始发表理论文章，他为达姆施塔特夏校举办的六次研讨会撰写了总结文章《规范》（德語：Kriterien）。研讨会涵盖了七个主题（“微观和宏观连续体”、“拼贴和元拼贴”、“速度音阶的扩展”、“反馈”、“频谱和声：共振峰调制”、“动态的扩展：《麦克风I》的原理”和“空间音乐：空间形成和记谱法”），其完整的文本在他死后才出版。
他的著作集发表在《文本》中，囊括了他的作曲理论和对音乐作为普遍现象的分析。

## 反响

### 音乐影响
施托克豪森被称为“20世纪音乐最具有远见卓识的人物之一”。他早期的两部《电子研究》（尤其是第二部）对1950、60年代电子音乐的后续发展产生了强大的影响，尤其是在意大利作曲家佛朗哥·埃万杰利斯蒂和波兰作曲家安杰伊·多布罗沃尔斯基和沃齐米日·科通斯基的作品中。他的《反-点》、《时间测度》和《群》的影响可以在许多作曲家的作品中看到，包括伊戈尔·斯特拉文斯基的《哀歌》（1957–58年）和《为钢琴和管弦乐团的乐章》（1958–59年），以及《变奏曲：纪念阿道司·赫胥黎》（英語：Variations: Aldous Huxley in Memoriam，1963–64年），其节奏“大概至少部分受到施托克豪森的《群》中某些段落的启发”。尽管施托克豪森这一代的音乐似乎不可能对斯特拉文斯基有什么影响，但后者在1957年的一次谈话中说：
我身边到处都是这样的景象：作曲家们在他们那一代产生影响、形成风格之后，就把自己封闭起来，不再进一步发展，不再与下一代人接触（当我这样说的时候，我想到了一些例外，比如克热内克）。当然，向后辈学习需要付出更大的努力，且他们的方法也不一定好。但是，当你七老八十时，你那一代已经和四代的年轻人重叠，你不应该先入为主地决定“作曲家能走多远”，而应该努力去发现新一代的新东西。

在英国作曲家中，哈里森·伯特威斯尔欣然承认施托克豪森《时间测度》对他的两部管乐五重奏《副歌与合唱》（英語：Refrains and Choruses）和《五种距离》（英語：Five Distances）的影响；《群》对其作品的影响则更为广泛。 布莱恩·芬尼豪赫说，尽管他第一次接触《钢琴曲I-IV》、《交叉游戏》和《反-点》时便立刻把握了其“大胆的技术创新”，但还是感受到了“其魄力产生的的冲击带来的尖锐的情感”，并为他“自己的研究提供了重要的动力来源（不是模仿）”。 他在听到《群》的英国首演时便开始着迷于施托克豪森，当时他还在上学，且他后来
听了很多次这次演出的录音，同时试图参透它的秘密——音乐似乎总是要爆发，但还是成功在其核心部分毫发无损地逃脱——但音乐几乎没有紧握其核心。回过头来看，很明显，从这种困惑中诞生了我对形式问题的兴趣，这种兴趣一直保持到今天。
 尽管芬尼豪赫1967年的管乐六重奏《普罗米修斯》最终朝着自己的方向发展，但它最初是一部带英国管的管乐五重奏，这直接源于与他第一次聆听施托克豪森的《时间测度》。 关于施托克豪森后来的作品，他说：
有一种论调称，施托克豪森的作曲法的发展中许多描述性词汇的转变明显标志了他无力执行年轻时所设想的严格音乐秩序；我从来没有赞同过（不管在多么私下的场合）这样的论调；相反，在我看来，他对他的作曲法前提不断地重新考虑，导致他形成了一条非常坚韧的历史意识的线索，随着时间的推移，这条线所会变得愈发清晰……我想在我们这一代人中，没有一名作曲家不因为施托克豪森的作品而重新审视音乐世界，即使只是短暂地。
 在一篇描述施托克豪森对他自己作品的影响的短文中，理查德·巴雷特总结说：“除了我自己之外，施托克豪森仍然是我最期待听到其新作品的作曲家”，并称《曼怛罗》、《群》、《方》、《钢琴曲X》、《祈祷》、《禧年》对他的音乐思维产生了特别的影响。
法国作曲家和指挥家皮埃尔·布列兹说：“施托克豪森是在世的最伟大的作曲家，也是我唯一认可的同辈。” 布列兹也承认，演出施托克豪森的《时间测度》对他后来作为指挥家的发展产生了影响。 另一位法国作曲家让-克劳德·埃卢瓦认为施托克豪森是20世纪下半叶最重要的作曲家，他将几乎“整个施托克豪森作品目录”认作“伟大的宝藏、真正的启示”。
荷兰作曲家路易斯·安德里森认可了其1968年的关键作品《反时间》（拉丁語：Contra tempus）中施托克豪森《瞬间》的影响。 施托克豪森的学生，德国作曲家沃尔夫冈·里姆的作品受到了《瞬间》、《颂歌》和《祈祷》的影响。
在1960年的科隆国际当代音乐协会（英語：International Society for Contemporary Music）音乐节上，丹麦作曲家珀尔·纳尔戈尔首次听到了施托克豪森的《接触》以及卡赫尔、布列兹和贝里奥的作品，被深深影响，他的音乐突然变成了“一种更加不连续和不连贯的风格，涉及到所有参数的严格组织，某种程度的偶然音乐和受控的即兴创作，以及对其他音乐的拼贴”。
爵士乐手如邁爾士·戴維斯、賀比·漢考克、优素福·拉蒂夫、安东尼·布拉克斯顿都将施托克豪森认作一种影响。
施托克豪森在流行音乐和摇滚乐中也很有影响力。弗兰克·扎帕在1966年与发明之母乐队的首张唱片 Freak Out! 的内页说明中提到了施托克豪森。谁人乐队在美国发行的第二张密纹唱片 Happy Jack 的背面提到他们的主要作曲家和吉他手皮特·汤申德“对施托克豪森有兴趣”。平克·弗洛伊德的理查德·赖特和罗杰·沃特斯也承认施托克豪森的影响。据说旧金山的迷幻摇滚乐队傑佛森飛船和感恩至死也是如此。科隆的实验乐队罐头的创始成员伊尔敏·施密特和霍尔格·舒凯都曾在科隆新音乐课程中与施托克豪森学习。德国电子先锋乐队電力站樂團也说他们曾师从施托克豪森。冰岛主唱比约克也承认施托克豪森的影响。

### 更广的文化影响
施托克豪森与一样，是少数成功进入大众视野中的前卫作曲家。专辑的封面上印有他的头像，这反映了他对乐队的前卫实验的影响，以及他当时（1967年）的声望。生命中的一天（1967年）和Revolution 9（1968年）尤其受到了施托克豪森电子音乐的影响。施托克豪森的名字，以及他的作品作为奇怪、难听的音乐的代名词，甚至成为了漫画中的包袱。据说当汤玛斯·比彻姆被问及“你听过施托克豪森吗？”时，他回答说：“没有，但我相信我已经踩烂过一些了。”这也许是关于施托克豪森的最尖刻的评论。
施托克豪森的名气也反映在文学作品中。例如，菲利普·狄克1974年的小说《流吧！我的眼泪》提到了他；托马斯·品钦1966年的小说《叫卖第49组》中的“示波器”是一家有“严格电子音乐政策”的酒吧，主人公俄狄帕·玛斯向“时髦的灰胡子”询问“从某种点唱机里突然爆出的一阵喧嚷”，他回答说：“早来的顾客倾向于收听科隆电台的音乐。再往后，我们就会播些真的摇摆。”
法国作家米歇尔·布托尔承认施托克豪森的音乐“教会了他很多”，特别提到了电子作品《青年之歌》和《颂歌》。
在施托克豪森的晚年，《卫报》记者约翰·奥马奥尼（John O'Mahony）将他描绘得古怪异常，称他实际上与两个女人过着是一夫多妻的生活，但同时又说他没有与其中任何一个结婚。同文中，奥马奥尼称施托克豪森说他出生在围绕天狼星的行星上。在德国报纸《时代周报》中，施托克豪森说他的学生生涯是在天狼星度过的（见下文“争议”）。
1995年，BBC三台给施托克豪森寄去了一包当代 Techno 和氛围音乐艺术家艾費克斯雙胞胎、里奇·霍丁、罗宾·兰波和丹尼尔·彭伯顿的录音，并征求他对这些音乐的意见。同年8月，三台的记者迪克·威茨就这些作品采访了施托克豪森，以在10月的广播中播出，标题为《The Technocrats》，并询问他会给这些年轻音乐家什么忠告。施托克豪森向每个人提出了建议，然后邀请他们做出回应。除了霍丁之外，其他人都答应了。

### 评价
罗宾·麦科尼认为，“与他同时代的作品相比，施托克豪森的音乐具有相当突出的深度和理性的完整性……他最初由迈尔-埃普勒尔指导的研究，具有一种不同于当时或此后任何作曲家的连贯和条理”。麦科尼还将施托克豪森与贝多芬相提并论：“如果说天才是指其思想在所有的诠释中都能存活下来的人，那么根据这个定义，施托克豪森是本世纪以来最接近贝多芬的人。理由？他的音乐经久不衰。”他还说：“正如斯特拉文斯基所说，人们从不认为贝多芬是高超的配器家，因为发明创造超越了单纯的工艺。施托克豪森也是如此：想象力的强度产生了一种基本的、似乎深不可测的美感的音乐印象，产生于必要而不是有意识的设计。”

克里斯托弗·巴兰坦（Christopher Ballantine）对比了实验音乐和先锋音乐两种范畴，得出结论：
也许，比起其他当代作曲家，施托克豪森存在于实验音乐和先锋音乐之间具有最明显辩证关系的地方；正是在他身上，这些不同的方法最明显地交汇。仅这一点似乎就说明了他的非凡意义。

伊戈尔·斯特拉文斯基在与罗伯特·克拉夫特的对话中表达了对施托克豪森音乐的极大热情，但并非不加批判。多年来，他在家中组织与朋友的私人聆听会，播放施托克豪森最新作品的磁带。然而，在1968年3月发表的一篇采访中，他对一名身份未知的人说：
我整周都在听一位作曲家的钢琴音乐，他现在因能够比他的时代领先个一小时而备受推崇，但是我觉得其音符团和沉默的交替比最沉闷的18世纪音乐的四分法还要单调。
次年10月，《苏联音乐》（俄語：«Советская музыка»）杂志的一篇报道将这句话（以及同一篇文章中的其他几句）翻译成俄语，用“我指的是卡尔海因茨·施托克豪森”代替了“但是”。当米哈伊尔·德鲁斯金（Михаил Друскин）在撰写斯特拉文斯基传记时引用这一译文时，其所指从施托克豪森的钢琴作品被扩大到所有作品，他甚至补充说：“事实上，他称之为无必要、无用且无趣的作品”，再次引用了《苏联音乐》同一篇文章，尽管该文已经明确表示，这句话是针对美国的“大学作曲家”。

### 争议
施托克豪森的职业生涯始终充满争议。原因之一是，他的音乐显示出对“塑造和改造世界，对生活和现实的真相、对创造力地进入取决于精神的未来”的高度期望，因此，施托克豪森的作品“比新音乐史上所有其他作品都更具有两极化的效果，煽动热情，并激起激烈的反对，甚至仇恨”。另一原因由施托克豪森本人在1960年9月4日接受巴伐利亞廣播公司采访时承认，该回答成为了他第一本文集的前言：
我经常被指责，特别是最近，说我过于坦率，并因此树敌无数——说我不懂外交。必须承认的是：我并不是天才密契主义者，不是神秘主义者或隐士，也不是外交家；我对我的同胞的爱是以坦率的方式表达的……我希望我的敌人不会因此而毁灭我；我也希望我的敌人能找到反驳的形式，能让我觉得别出心裁、诙谐、中肯、有教育意义——通过一种高尚的、真正人性化的敌视形式给予我尊重。
1968年学生起义后，德国的音乐生活变得高度政治化，施托克豪森成为批评的对象，特别是来自左翼阵营，他们要求音乐“为阶级斗争服务”。科内利乌斯·卡迪尤和康拉德·伯默尔谴责他们以前的老师是“资本主义的仆人”。在政治意识形态比音乐更重要的环境中，一些批评家认为施托克豪森过于精英主义，而另一些人则指责他过于神秘。

#### 《壁画》首演丑闻
据德国《明镜》周刊报道，1969年11月15日，施托克豪森为四支管弦乐团（在四个不同地点演奏）而作的作品《壁画》的首演（也是此作迄今唯一一场演出）发生了一桩丑闻。排练时，管弦乐团的乐手就已经提出了反对意见，质疑“滑音的速度不能超过每分钟一个八度”等乐谱指示，还有人打电话给艺术家工会，要求澄清他们是否真的必须作为管弦乐团的一部分演奏施托克豪森的作品。在首演的后台热身室里，可以看到手写的牌子说：“我们不演奏就要被炒了”。演出期间，一些谱架上写有“施托克豪森动物园。请不要喂食”，这是有人蓄意在演出开始前不久写上的。一些乐手厌倦了这种猴子般的表演，一小时后就离开了，尽管演出计划是四到五个小时。施托克豪森的拥趸提出抗议，而施托克豪森的反对者则质问乐手们：“你怎么能参与这样的垃圾？”。有人设法关掉了谱架灯，使乐手处于黑暗之中。260分钟后，演出结束，所有人都表示不会再参与。

#### 天狼星系
德国《时代周报》的施托克豪森讣告引用了他自己的话：“我曾在天狼星接受教育，并希望回到那里，尽管我仍然住在科隆附近的屈尔滕。”指挥家米夏埃尔·吉伦听闻此事后表示：“当他说他知道在天狼星发生了什么时，我惊恐地转身离开了他。此后[他写的]一个音符我都没听过。”他称施托克豪森的言论为“狂妄”和“无稽之谈”，同时又为自己的占星信仰辩护：“如果这些大型天体不代表什么，它们为什么会存在？我无法想象宇宙中有任何无意义的东西。这世上有很多我们无法理解的东西。”

#### 九一一袭击事件
2001年9月16日在汉堡举行的新闻发布会上，施托克豪森被记者问到，《光》中的人物对他来说是否“仅仅是文化历史中的一些人物”，还是“物质表象”。施托克豪森回答说：“我每天向米迦勒祈祷，但不向路西法祈祷。我已经放弃了他。但他一直存在，就像最近在纽约。”该记者随后问道，九一一袭击事件对他有什么影响，以及他如何看待关于袭击事件的报道与《颂歌》中代表的人类和谐的关系。他回答：
嗯，那里发生的事情是——你们得转转你们的脑子——有史以来最大的艺术作品。事实上，精神用一种行为实现了我们在音乐方面无法想象的东西，人们为了一场演出疯狂地、狂热地练习了10年。然后死去。[犹豫] 这就是整个宇宙中最伟大的艺术作品。试想一下那里发生了什么。那些人如此专注于这一场演出，然后五千人被送上天堂。瞬间内。我无法做到这一点。与此相比，作为作曲家，我们什么都不是……这是一种犯罪，当然，因为人们并没有事先同意。他们没有自愿来参加“音乐会”。这很明显。而且没有人告诉他们：“这个过程中你可能会死。”
由于对施托克豪森评论的反应，在汉堡举行的他为期四天的作品节被取消了。此外，他的钢琴家女儿向媒体宣布，她将不再公开使用“施托克豪森”之名。 随后施托克豪森表示，媒体对他的评论发表了“虚假的、诽谤的报道”，并说：
在汉堡的新闻发布会上，有人问我米迦勒、夏娃和路西法是否只是过去的历史人物，我回答说他们现在存在，例如纽约的路西法。在我的作品中，我把路西法定义为反叛、无政府主义的宇宙精神。他用他高度的智慧来破坏人们的创造。他不懂得爱。在对美国的事件进一步提问后，我说这样的计划似乎是路西法最伟大的艺术作品。当然，我用“艺术作品”这个词指的是被拟人化为路西法的破坏行为。在我其他评论的语境下，这是明确的。

## 荣誉
授予施托克豪森的众多荣誉和称号中包括：

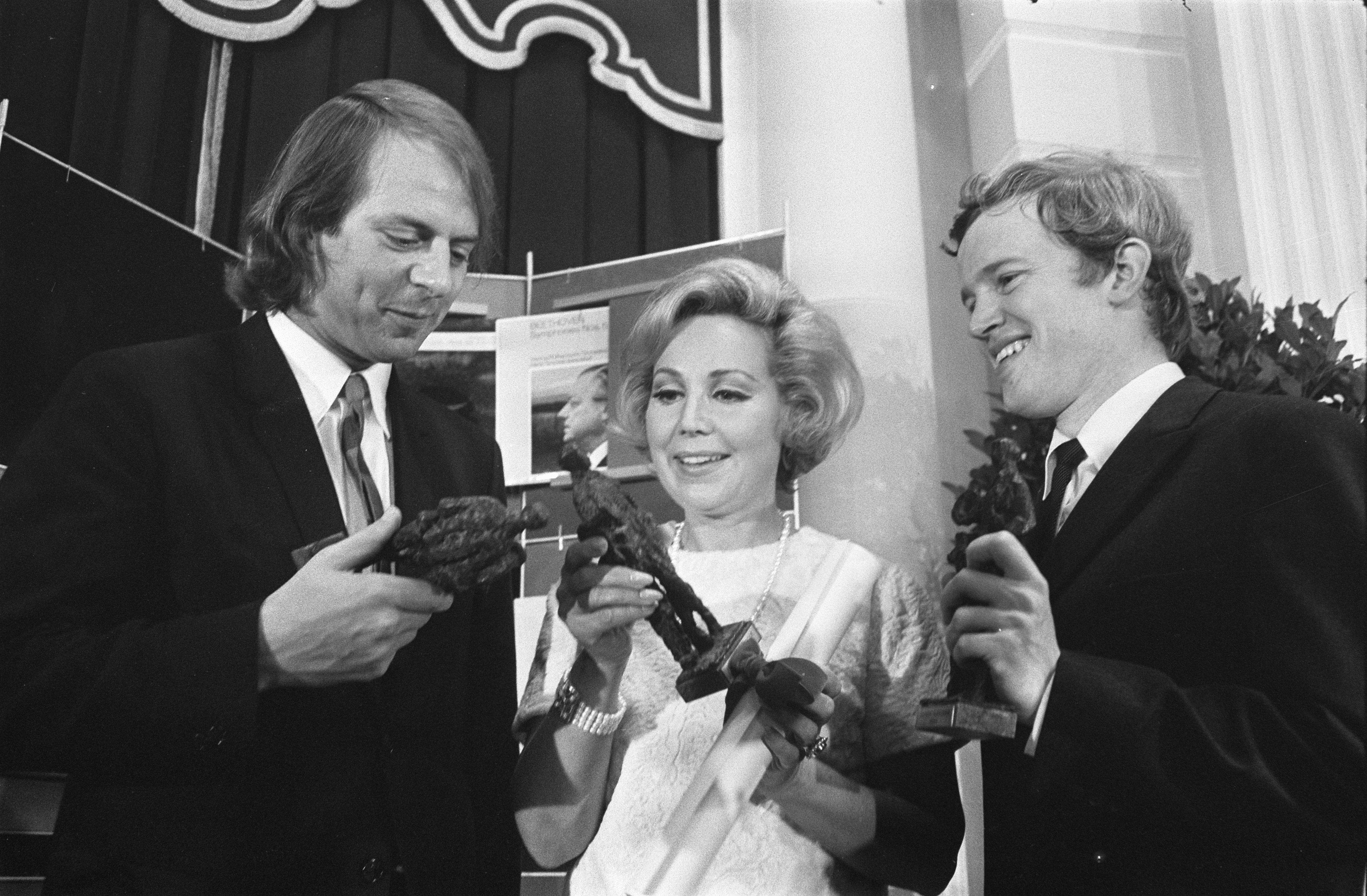
施托克豪森、安内利泽·罗滕贝尔格和艾度·迪華特，1969年

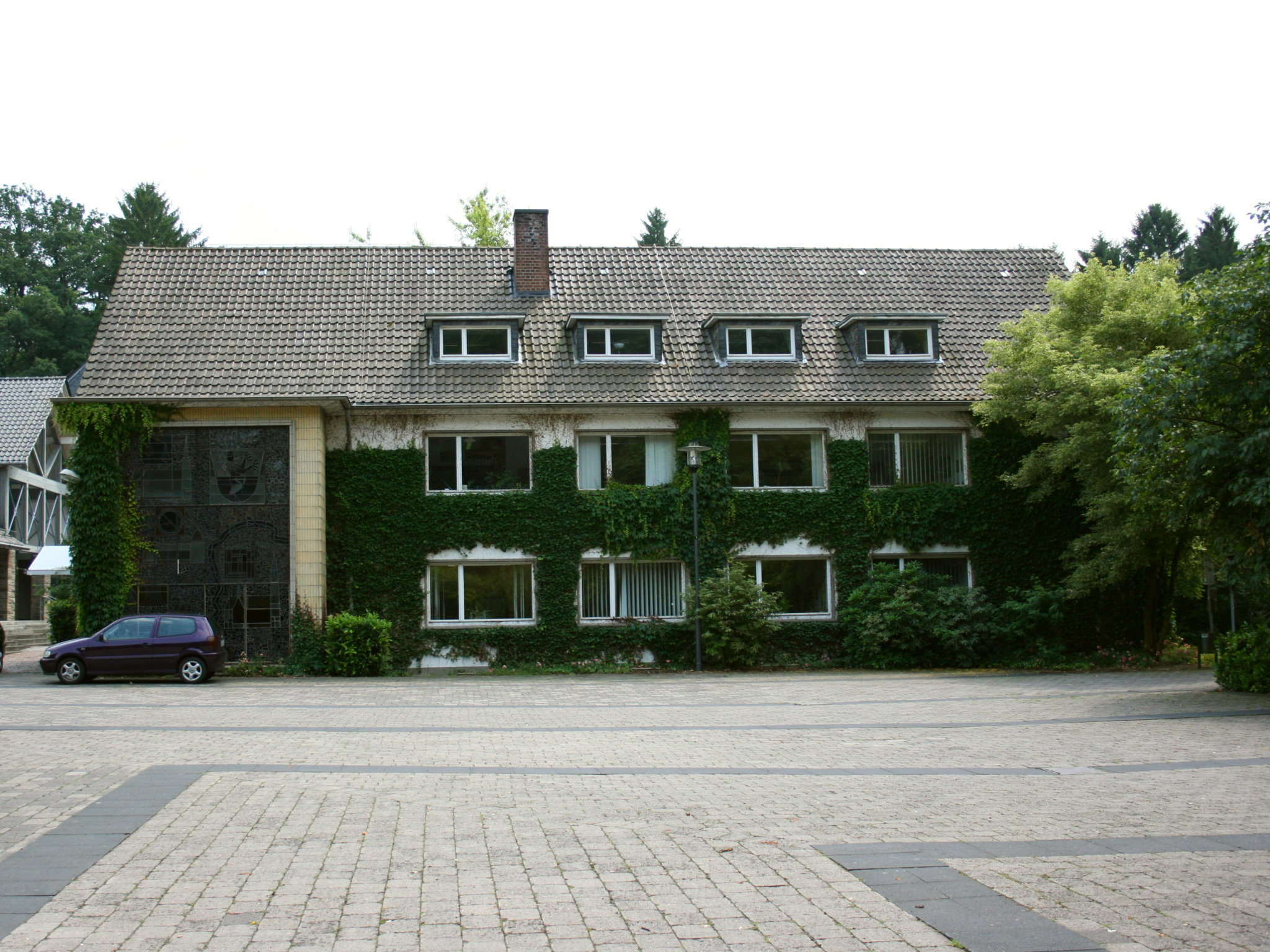
屈尔滕的卡尔海因茨·施托克豪森广场和老市政厅

- 1964年：德国留声机评论家奖[249]
- 1966年、1972年：意大利管弦作品SIMC奖[249]
- 1968年：北莱茵-威斯特法伦艺术大奖[249]；法国录音大奖[249]；汉堡自由艺术学院荣誉成员[32]
- 1968年、1969年、1971年：荷兰爱迪生奖[249]
- 1970年：瑞典皇家音乐学院（英语：Royal Swedish Academy of Music）荣誉成员[32]
- 1973年：柏林艺术学院荣誉成员[249]
- 1974年：德国功绩十字勋章（一等）[249]
- 1977年：罗马爱乐学院（英语：Accademia Filarmonica Romana）荣誉成员[32]
- 1979年：美国艺术暨文学学会荣誉成员[250]
- 1980年：欧洲科学、艺术和文学学院（法语：Académie européenne des sciences, des arts et des lettres）荣誉成员[32]
- 1981年：意大利音乐评论家奖（凭借《光之星期四》）[249]
- 1982年：德国留声机奖[249]
- 1983年：法国金音叉奖（英语：Diapason d'Or）（凭借《光之星期四》）[32]
- 1985年：法国藝術與文學勳章[32]
- 1986年：恩斯特·冯·西门子音乐奖[251][249]
- 1987年：伦敦皇家音乐学院荣誉成员[32]
- 1988年：屈尔滕社区荣誉市民[252]
- 1989年：美国文理科学院荣誉成员[253]
- 1990年：奥地利林茨电子艺术大奖[254][249]
- 1991年：皇家爱尔兰音乐学院荣誉院士；罗马圣则济利亚国家学院荣誉院士；魏玛声音项目荣誉赞助人
- 1992年：國際音樂理事會毕加索奖章[249]；德国北莱茵-威斯特法伦的杰出服务勋章[249]；德国音乐出版商协会奖（凭借《光之星期六》第3场《路西法之舞》）[249]
- 1993年：欧洲长笛节赞助人；金音叉奖（凭借《钢琴曲I–XI》和《麦克风I–II》）[249]
- 1994年：德国音乐出版商协会奖（凭借《光之星期二》第1幕《年岁进程》）[249]
- 1995年：德国电子声学音乐协会荣誉成员；汉堡市巴赫奖[249]
- 1996年：柏林自由大学荣誉哲学博士学位；欧洲文化首都哥本哈根作曲家奖；爱迪生奖（凭借《曼怛罗》）[249]；莱比锡自由艺术学院荣誉成员[32]；莱比锡歌剧院荣誉成员[32]；科隆文化奖[249]
- 1997年：德国音乐出版商协会奖（凭借《光之星期三》第1场《世界议会》）[249]；马德里音乐诠释实验室乐队（西班牙語：Laboratorio de Interpretación Musical）荣誉成员[32]
- 1999年：科隆市人物金书条目[249]
- 2000年：德国音乐出版商协会奖（凭借《光之星奇异》第1幕《夏娃第一次生育》）[249]
- 2000–01年：莱比锡国际动画电影节金天鹅奖（一等）、蒙特利尔国际新电影和新媒体节评委特别提及奖、坦佩雷电影节评委奖、金色布拉格评委特别提及奖、克拉科夫荣誉文凭奖、第50届墨尔本国际电影节最佳动画短片奖、芬兰图尔库动画电影节大奖（凭借为奎氏兄弟影片《缺席》创作的具象/电子音乐）[249]
- 2001年：德国音乐出版商协会奖（凭借《光之星期三》第3场《直升机四重奏》）[249]；瑞典皇家艺术学院保拉音乐奖[249]
- 2002年：英格兰声音艺术网络（英语：Sonic Arts Network）荣誉赞助人[32]
- 2003年：德国音乐出版商协会奖（凭借《光之星期三》第4场《米迦勒殿》，Michaelion）[32]
- 2004年：比利时皇家科学、文学和艺术学院联系成员[32]；贝尔法斯特女王大学荣誉博士（Phil.h.c.博士）[32]；德国音乐出版商协会奖（凭借为6种器乐小组的《停止和开始》，Stop und Start）[255]
- 2005年：德国音乐出版商协会奖（凭借《光之星期日》第5场合唱《高-时》）[255]
- 2006年：博洛尼亚爱乐学院荣誉成员[32]
- 2008年：8月22日（施托克豪森的生日），为了纪念他，他家乡屈尔滕的市政厅广场更名为卡尔海因茨·施托克豪森广场[256]
- 2008年：10月10日，荷兰海牙皇家音乐学院（英语：Royal Conservatory of The Hague）的电子音乐工作室更名为卡尔海因茨·施托克豪森工作室[257][258]
- 2009年：德国音乐出版商协会奖（凭借为女高音独唱、4组合唱和13名器乐演奏者的《瞬间》）[54]
- 2010年：屈尔滕市镇政府采用了“施托克豪森市”（德語：Stockhausengemeinde）的名称[259]

## 学生
施托克豪森的知名学生包括：吉尔贝·阿米、弗里德里希·采尔哈、阿尔多·克莱门蒂、厄特沃什·彼得、热拉尔·格里塞、赫尔穆特·拉亨曼、霍拉蒂乌·勒杜列斯库、沃尔夫冈·里姆、克劳德·维维尔和汉斯·岑德。

### 引用
1. ↑  Barrett 1988，45.
2. ↑  Harvey 1975b，705.
3. ↑  Hopkins 1972，33.
4. ↑  Klein 1968，117.
5. ↑  Power 1990，30.
6. ↑  佚名 n.d.
7. ↑  佚名 1950.
8. ↑  Bos 2017.
9. ↑  Kurtz 1992，8, 11, 13.
10. ↑  Kurtz 1992，14.
11. 1 2 3  Kurtz 1992，18.
12. ↑  Stockhausen 1989a，20–21.
13. 1 2  Kurtz 1992，19.
14. ↑  佚名 2014.
15. ↑  Kurtz 1992，213.
16. ↑  Maconie 2005，19.
17. 1 2  O'Mahony 2001.
18. ↑  Kurtz 1992，28.
19. ↑  Kurtz 1992，34–36.
20. ↑  Kurtz 1992，45–48.
21. ↑  Kurtz 1992，56–57.
22. ↑  Morawska-Büngeler 1988，19.
23. ↑  Kurtz 1992，68–72.
24. ↑  Grant 2001，1–2.
25. ↑  Kurtz 1992，45.
26. ↑  Maconie 2005，47.
27. ↑  Kurtz 1992，90.
28. ↑  Tannenbaum 1987，94.
29. 1 2  Rathert 2013.
30. ↑  Kurtz 1992，141, 149.
31. ↑  Tannenbaum 1987，95.
32. 1 2 3 4 5 6 7 8 9 10 11 12 13 14 15 16  .   [2022-07-30]. （原始内容存档于2022-01-02）.
33. ↑  Kurtz 1992，202.
34. ↑  Kurtz 1992，208.
35. ↑  M. Stockhausen 1998，13–16.
36. ↑  Tannenbaum 1987，61.
37. ↑  Maconie 2005，220.
38. ↑  Maconie 2005，430, 443.
39. ↑  Stockhausen Texte，5:190, 255, 274.
40. ↑  Stockhausen Texte，6:64, 373.
41. ↑  Kurtz 1992，222.
42. ↑  Maconie 2005，480, 489.
43. ↑  Stockhausen Texte，5:186, 529.
44. ↑  Stockhausen Texte，5:105.
45. ↑  C. Stockhausen 1978.
46. ↑  Kurtz 1992，116–117, 137–138.
47. ↑  Stockhausen-Verlag 2010，2, 14–15.

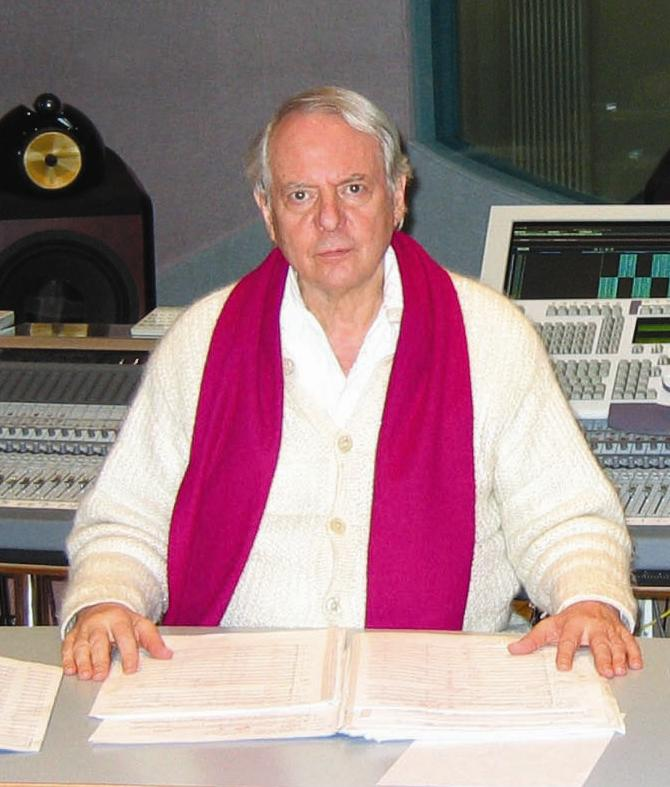
施托克豪森于2004年在科隆N号录音室录制《光之星期日》中的《天使游行》（Engel-Prozessionen）时混音

48. ↑  Kramer 1998.
49. ↑  Kurtz 1992，126–128, 194.
50. ↑  Stockhausen-Verlag 2010，3.
51. ↑  Stockhausen-Verlag 2010，6–9, 15.
52. ↑  Kurtz 1992，184.
53. ↑  Stockhausen-Verlag 2010，12–13.
54. 1 2  Deutscher Musikeditionspreis 2009.
55. ↑  Maconie 2005，477–478.
56. ↑  Bäumer 2007.
57. ↑  Stockhausen 1996b.
58. ↑  Stockhausen 1996a，94.
59. ↑  Stockhausen Texte，3:92–93.
60. ↑  Toop 1998.
61. ↑  Maconie 2005，187.
62. ↑  Kurtz 1992，26–27.
63. ↑  Maconie 1990，5–6, 11.
64. ↑  Felder 1977，92.
65. ↑  Sabbe 1981.
66. ↑  Stockhausen Texte，2:19.
67. ↑  Stockhausen Texte，2:20.
68. ↑  Toop 2005，3.
69. ↑  Stockhausen Texte，1:63–74.
70. ↑  Stockhausen Texte，1:56.
71. ↑  Decroupet and Ungeheuer 1998，98–99.
72. ↑  Stockhausen 1989b，127, reprinted in Schwartz, Childs, and Fox 1998，374
73. 1 2 3  Toop 2001.
74. ↑  Kohl 1998a，61.
75. 1 2  Stockhausen Texte，1:99–139.
76. ↑  Wörner 1973，101–105.
77. ↑  Stockhausen Texte，2, 73–100.
78. ↑  Stockhausen Texte，1:241–251.
79. ↑  Kaletha 2004，97–98.
80. ↑  Stockhausen Texte，2, 20–21.
81. ↑  Maconie 2005，486.
82. ↑  Stockhausen 1962，40.
83. 1 2  Stockhausen-Verlag 2010，18.
84. ↑  Stockhausen-Verlag 2010，20.
85. ↑  Toop 2005，175–178.
86. ↑  Fritsch 1979.
87. ↑  Kohl 1981，192–193, 227–251.
88. ↑  Kohl 1998b，7.
89. ↑  Toop 2005，191–192.
90. ↑  Maconie 2005，254, 366–368.
91. ↑  Kohl 1981，192–193.
92. ↑  Maconie 2005，323–324.
93. ↑  Maconie 2005，262, 267–268, 319–320.
94. ↑  Kohl 1981，51–163.
95. ↑  Maconie 1972.
96. ↑  Maconie 2005，255–257.
97. ↑  Peters 1992.
98. ↑  Maconie 2005，262–265.
99. ↑  Maconie 2005，264.
100. ↑  Kohl 2002.
101. ↑  Stockhausen-Verlag 2010，21.
102. ↑  Kohl 1981，93–95.
103. ↑  Stockhausen Texte，4, 468–476.
104. ↑  Kohl 2002，96.
105. ↑  Toop 2005，39.
106. 1 2  Maconie 2005，321.
107. ↑  Maconie 2005，321–323.
108. ↑  Maconie 2005，296.
109. ↑  Gehlhaar 1968.
110. ↑  Ritzel 1970.
111. ↑  Iddon 2004.
112. ↑  Maconie 2005，334–336, 338, 341–343.
113. ↑  Stockhausen Texte，2:71–72, 49–50, 102–103.
114. ↑  Stockhausen 1989a，105–108.
115. ↑  Cott 1973，200–201.
116. 1 2  Stockhausen Texte，1:152–175.
117. ↑  Stockhausen Texte，1:153.
118. ↑  Kurtz 1992，166.
119. ↑  Föllmer 1996.
120. ↑  Stockhausen Texte，3:155–174.
121. ↑  Kurtz 1992，178.
122. ↑  Wörner 1973，256.
123. ↑  Kurtz 1992，179.
124. 1 2  Kohl 1983–84a.
125. 1 2  Kohl 1990.
126. 1 2  Kohl 2004.
127. ↑  Blumröder 1982.
128. ↑  Conen 1991.
129. ↑  Kohl 1993.
130. ↑  Stockhausen-Verlag 2010，10.
131. ↑  Conen 1991，57.
132. ↑  Kurtz 1992，192–193.
133. ↑  佚名 2007a.
134. ↑  Deruchie 2007.
135. ↑  Nordin 2004.
136. ↑  Andraschke 1981.
137. ↑  Frobenius 1981，53 + note 59–60.
138. ↑  Stockhausen-Verlag 2010，24–25.
139. ↑  Maconie 2005，403–544.
140. ↑  Kohl 1983–84b，489.
141. ↑  Stockhausen Texte，6:152–156, 175, 200–201.
142. ↑  Kohl 1990，274.
143. ↑  Stockhausen, Conen, and Hennlich 1989，282.
144. ↑  Bruno 1999，134.
145. ↑  Guerrieri 2009.
146. ↑  Peters 2003，227.
147. ↑  Kohl 1983–84b，499.
148. ↑  Moritz 2005.
149. ↑  Stockhausen 1999，18–25.
150. ↑  Stockhausen 2001b，20.
151. ↑  Stockhausen 2003，20.
152. ↑  Stockhausen-Verlag 2010，3–7, 26–48.
153. ↑  Stockhausen 1996c，215.
154. ↑  Stockhausen 1996c，216.
155. ↑  Stockhausen-Verlag 2010，7.
156. ↑  Stockhausen-Stiftung 2007.
157. ↑  Stockhausen: helikopter-quartett. Montaigne MO 782097, Arditti Quartet Edition 35, CD.
158. ↑  Rheingau Musik Festival 2017.
159. ↑  佚名 2001.
160. ↑  Aita 2001.
161. ↑  Stockhausen-Verlag 2010，49–50.
162. 1 2 3  Stockhausen-Verlag 2010，49.
163. ↑  Stockhausen 2007a.
164. ↑  Stockhausen-Verlag 2010，50.
165. ↑  Gimpel 2010.
166. ↑  Stockhausen Texte，1:24–31, 39–44, 75–85, 86–98; 2:136–139, 149–166, 170–206; 3:236–238; 4:662–663.
167. ↑  Morgan 1975，16.
168. ↑  Stockhausen Texte，1:140–151.
169. ↑  Stockhausen 2004.
170. ↑  Stockhausen Texte，1:176–188.
171. ↑  Stockhausen Texte，1:189–210.
172. ↑  Stockhausen Texte，1:211–221.
173. ↑  Stockhausen 1962.
174. ↑  Stockhausen Texte，1:222–258.
175. ↑  Stockhausen Texte，1:120.
176. ↑  Morgan 1975，6.
177. ↑  Backus 1962.
178. ↑  Fokker 1968.
179. ↑  Perle 1960.
180. ↑  Stockhausen Texte，4:13.
181. ↑  Stockhausen Texte，3:196–211.
182. ↑  Stockhausen Texte，3:222–229.
183. ↑  Stockhausen 2009.
184. ↑  Stockhausen Texte.
185. 1 2  Hewett 2007.
186. ↑  Skowron 1981，39.
187. ↑  Neidhöfer 2005，340.
188. ↑  Stravinsky and Craft 1980，133.
189. ↑  Cross 2000，48.
190. ↑  Cross 2001.
191. ↑  Hall 1984，3, 7–8.
192. ↑  Hall 1998，99, 108.
193. ↑  Pace 1996，27.
194. 1 2 3  Ferneyhough 1988.
195. ↑  Kohl 2017，137.
196. ↑  Barrett 1998.
197. ↑  佚名 1967.
198. ↑  佚名 1971.
199. ↑  Boulez 1976，79–80.
200. ↑  Éloy 2008.
201. ↑  Schönberger 2001.
202. ↑  Williams 2006，382.
203. ↑  Anderson 2001.
204. ↑  Bergstein 1992.
205. ↑  Hancock 2014，104-105.
206. ↑  Feather 1964.
207. ↑  Tsahar 2006.
208. ↑  Radano 1993，110.
209. ↑  Macon 1997，141.
210. ↑  Bayles 1996，222.
211. ↑  Prendergast 2000，54.
212. ↑  Stockhausen Texte，3:196, 198, 200.
213. ↑  Flur 2003，228.
214. ↑  Heuger 1998，15.
215. ↑  Björk 1996.
216. ↑  Ross 2004，53 & 55.
217. ↑  佚名 2007b.
218. ↑  Broyles 2004.
219. ↑  Guy and Llewelyn-Jones 2004，111.
220. ↑  Aldgate, Chapman, and Marwick 2000，146.
221. ↑  MacDonald 1995，233–234.
222. ↑  . stockhausen.org.   [2022-07-25]. （原始内容存档于2017-08-31）.
223. ↑  Lebrecht 1985，334, annotated on 366: "Apocryphal; source unknown".
224. ↑  Dick 1993，101.
225. ↑  品钦 2018，32.
226. ↑  Santschi 1982，204.
227. ↑  Witts 1995a.
228. ↑  Witts 1995b.
229. ↑  Maconie 1989，177–178.
230. ↑  Maconie 1988.
231. ↑  Maconie 1989，178.
232. ↑  Ballantine 1977，244.
233. ↑  E.g., Craft and Stravinsky 1960，118.
234. ↑  Stravinsky 1984，356.
235. ↑  Craft 2002，141.
236. ↑  [Craft] 1968，4.
237. ↑  佚名 1968.
238. ↑  Druskin 1974，207.
239. ↑  Ulrich 2001，25.
240. ↑  Stockhausen Texte，1:12–13.
241. ↑  Kurtz 1992，188–189.
242. ↑  佚名 1969.
243. ↑  Reier 2007.
244. ↑  Hagedorn 2010.
245. ↑  Stockhausen 2002，76.
246. ↑  Stockhausen 2002，76–77.
247. ↑  Lentricchia and McAuliffe 2003，7.
248. ↑  Stockhausen 2001a.
249. 1 2 3 4 5 6 7 8 9 10 11 12 13 14 15 16 17 18 19 20 21 22 23 24 25  Akademie der Künste n.d.
250. ↑  American Academy of Arts and Letters n.d.
251. ↑  Ernst von Siemens Music Foundation n.d.
252. ↑  Gemeinde Kürten website (archive from 10 December 2008; accessed 18 March 2016)
253. ↑  American Academy of Arts & Sciences 2018，575.
254. ↑  Ars Electronica 2017.
255. 1 2  Deutscher Musikeditionspreis 2004–2007.
256. ↑  Bäumer 2008.
257. ↑  Freckmann 2014.
258. ↑  Zamboni 2020.
259. ↑  Landschoof 2010.
260. 1 2  Kurtz 1992，96.
261. ↑  Kurtz 1992，112.
262. 1 2 3  Stockhausen, "Kölner Kurse für Neue Musik" (1971), p.198.
263. ↑  David Bündler, "Gérard Grisey （页面存档备份，存于）", 20th-century Music (1996, copy on Angelfire website accessed 11 May 2014); Paul Griffiths, "Gérard Grisay,  52, a Composer and Pioneer in 'Spectral Music'", The New York Times 148, no. 51,349 (22 November 1998): 54.
264. ↑  Stockhausen, "Kölner Kurse für Neue Musik" (1971), p.196.
265. ↑  Toop, Richard（英语：Richard Toop） (2001). "Radulescu, Horatiu". In Sadie & Tyrrell 2001
266. 1 2  Kurtz 1992，194.
267. ↑  Griffiths (2011), p.265.
268. ↑  Bob Gilmore, "On Claude Vivier's Lonely Child", Tempo 61, no. 239 (January 2007): 2–17. Citation on 4–5.

### 悼文
- 佚名，2007年：“卡尔海因茨·施托克豪森：兼具影响力和争议的德国作曲家，在六十年间一直追求其毫不妥协的前卫理念”，《泰晤士报》（12月10日）（2011年8月14日抓取，2020年5月20日访问）（英语）
- 莱纳·农嫩曼（Rainer Nonnenmann），2007年：“在屈尔滕的家——在宇宙中的家 （页面存档备份，存于）”，《科隆城市日报（英语：Kölner Stadt-Anzeiger）》（12月7日）（德语）
- 马克·斯韦德（英语：Mark Swed），2007年：“先锋作曲家卡尔海因茨·施托克豪森享年79岁 （页面存档备份，存于）”，《波士頓環球報》（12月8日）（英语）

## 纪录片
- 《卡尔海因茨·施托克豪森：直升机四重奏》，荷兰1995年纪录片，78分钟。制作人：托恩·范德李（荷兰语：Ton van der Lee），导演：弗兰克·斯海弗（英语：Frank Scheffer），Allegri Film 出品。预告片 （页面存档备份，存于）
- 《施托克豪森：音乐，为了更好的世界》（德語：Stockhausen – Musik für eine bessere Welt），德国2009年纪录片，56分钟。制作人兼导演：诺贝特·布塞（英语：Norbert Busè），助理导演：托马斯·冯·施泰内克（德语：Thomas von Steinaecker），Studio.TV.Film 出品。